# انجمن طبیعت مالزی
انجمن طبیعت مالزی (به انگلیسی: Malaysian Nature Society) (مالایی: Persatuan Pencinta Alam Malaysia، به اختصار: MNS) قدیمی‌ترین و یکی از برجسته‌ترین سازمان مردم‌نهاد غیرانتفاعی زیست‌محیطی در مالزی است. اولین بار با راه‌اندازی مجله طبیعت مالایی در سال ۱۹۴۰، تحت عنوان انجمن طبیعت مالایی تأسیس شد. در ابتدا بیشتر به عنوان یک سازمان علمی فعالیت داشت، امروزه این انجمن دست اندرکار طیف گسترده‌ای از فعالیت‌ها و کمپین‌های زیست‌محیطی است. در سال ۲۰۰۸، انجمن طبیعت مالزی اولین جایزه مردکا در بخش محیط زیست را کسب کرد که این جایزه بیشتر به دلیل تلاش‌های این انجمن در کارزار حفاظت از جنگل‌های بلوم-تمنگور مالزی اهداء گردید. این انجمن یک تشکیلات خودخواسته است که حدود ۳۸۰۰ عضو دارد.
انجمن طبیعت مالزی در بیشتر ایالت‌های مالزی دارای شعبه است. به دلیل روابط تاریخی سنگاپور با مالزی، یکی از شعبه‌های انجمن در این کشور واقع شده است. مدتی بعد در سال ۱۹۹۱، شعبه سنگاپور به یک انجمن طبیعت مستقل تبدیل شد.